# Les Gitans (chanson)
Pour l’article homonyme, voir Les Gitans (album).
Singles de Dalida
Gondolier Le disque d'or de Dalida
Les Gitans est une chanson écrite par P. Cour et H. Giraud. Elle a été interprétée en 1958 par Dalida et les Compagnons de la chanson.

## Classement hebdomadaire pour l'interprétation de Dalida
| Classement (1974-1975) | Meilleure position |
| ---------------------- | ------------------ |
| Italie                 | 3                  |
| Espagne                | 3                  |
| Wallonie               | 13                 |
| France                 | 4                  |
| Québec                 | 28                 |